# Kivi jižní
Kivi jižní (Apteryx australis; maorsky tokoeka) je jeden z pěti druhů kiviů (Apterygiformes). Vyskytuje se v geograficky oddělených populacích na jihozápadě Jižního ostrova (pohoří Haast, Fiordland) a na Stewartově ostrově Nového Zélandu. Každou ze zmíněných oblastí obývá specifická forma. Populace kiviho jižního ze Stewartova ostrova je mezi místními i turisty dobře známá tím, že jako jediná ze všech kiviů je aktivní i za dne. 
Jedná se o poměrně statného, až 45 cm dlouhého ptáka s nenápadným, hnědým opeřením, silnýma nohama a dlouhým slonovinově zbarveným zobákem. Žije skrytě v hustých pralesích, kde je častěji slyšen než viděn. Původně byl široce rozšířen po Jižním ostrově, avšak drastický úbytek pralesů spolu s introdukovanými lasicovitými šelmami způsobily vyhynutí druhu na většině areálu původního výskytu. Celková populace se v roce 2015 odhadovala na 21 350 jedinců.

## Systematika a rozšíření
Maorsky se kivi jižní nazývá tokoeka, což doslova znamená „weka s vycházkovou hůlkou“. Jako tokoeka se kivi jižní běžně označuje i ve vědeckých a vědecko-naučných zdrojích. V rámci kiviho jižního se rozlišují 3 geograficky oddělené a geneticky odlišné formy. Tyto formy náleží do dvou poddruhů. Ministerstvo památkové péče (DOC) pro potřeby managementu navíc rozděluje formu z Fiordlandu do dvou jednotek:
- A. a. australis (Shaw, 1813)
  - Haast (Haast tokoeka) = forma kiviho jižního z Haastova pohoří (Haast Range), které se nachází v jihozápadní části Jižního ostrova na jih od města Haast. Tento kivi byl introdukován do několika dalších lokací jako je ostrov Rarotoka ve Foveauxově úžině (2008), ostrov Coal v zálivu Preservation (2009–2013), rezervace Orokonui severně od Dunedinu (2010–2011) nebo ostrov Pomona na jezeře Manapouri (2011–2013). Kdysi byl tento kivi introdukován i na ostrov Kapiti, kde se křížil s kivi hnědým.[3] Tato geograficky velmi omezená forma kiviho z extrémně strmých kopců Haastova pohoří podléhá intenzivní ochraně pod dohledem DOC. Místní ochranáři sbírají vejce těchto kiviů, která inkubují v laboratoři a zpět do volné přírody vypouští již odchované kivie, kteří již dokáží odolat predátorům. S pomocí tisíců pastí probíhá v místech výskytu této formy intenzivní odchyt jejího hlavního predátora, kterým je lasice hranostaj.[2] Typické pro tuto formu je červenohnědé opeření. Jedná se o velikostně nejmenší formu kiviho jižního.[6] Celková populace se odhaduje na 400 jedinců (2018).[7]
  - Fiordland (Fiordland tokoeka) = forma z Fiordlandu, což je velmi rozlehlá, divoká, těžko přístupná oblast na jihozápadě Jižního ostrova. Celková populace kiviů z Fiordlandu se odhaduje na 12 500.[6][8] DOC pro potřeby managementu tuto formu rozděluje na jižní (Southern Fiordland tokoeka) a severní (Northern Fiordland tokoeka).[2]
- A. a. lawryi (Rothschild, 1893)
  - Rakiura (Rakiura tokoeka) = forma kiviho z ostrova Rakiura, což je maorský název Stewartova ostrova. Tento kivi je rozšířen na Stewartově ostrově, introdukovaná populace se nachází na ostrově Ulva.[3] Jedná se o největší formu kiviho jižního.[6] V rámci řádu kiviů je tato forma unikátní v tom, že je aktivní i za dne.[2] Celková populace čítá kolem 13 000 jedinců.[9]

## Popis

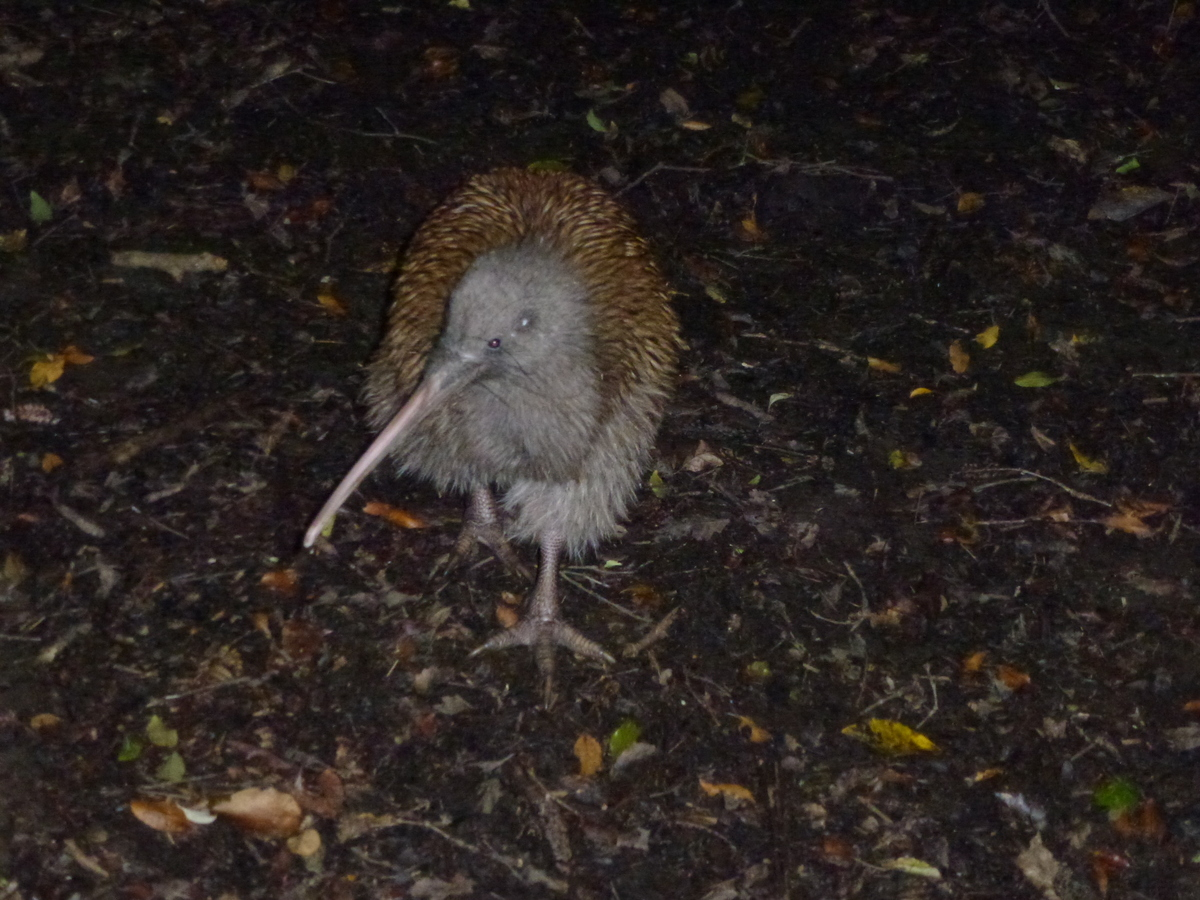
Kivi jižní sub. lawryi ve městečku Oban

Kivi jižní dosahuje délky těla kolem 45 cm. Samec váží kolem 2,4 kg a samice 3,1 kg. Stejně jako ostatní druhy kiviů, i kivi jižní má extrémně jemné peří, které spíše připomíná srst než opeření. Chybí mu ocas a má zakrnělá křídla, která lze vidět jen při bližším zkoumání. Barva opeření je tmavě šedohnědá s podélnými červenohnědými proužky. Dlouhý zobák je slonovinově zbarvený. Kosti nejsou pneumatizované. Na nohách má 4 prsty, palec je malý. Velmi dobře je vyvinutý čich, zrak je slabý. V terénu lze zkušeným okem samce a samici od sebe odlišit pomocí délky zobáku, který je u samic zhruba o 20–40 % delší.

## Biologie
Kivi jižní, pokud je donucen k obraně, kolem sebe kope silnýma nohama. Pokud však může, raději před nebezpečím uprchne, k čemuž mu napomáhají jeho velmi dobré běžecké schopnosti. Stanoviště druhu tvoří staré, vlhké, málo osvětlené pralesy. Vyskytuje se od mořské hladiny do 1500 m n. m.
Vzhledem ke skrytému, nočnímu způsobu života a zároveň výraznému hlasitému vokálnímu projevu je kivi hnědý častěji slyšen než viděn. Samec vydává specifický, vysoce položený stoupavý hvizd, který opakuje 15–25× za sebou. Samice vydává pomalejší a níže položený hrdelní zvuk opakovaný 15–20×.

### Hnízdění

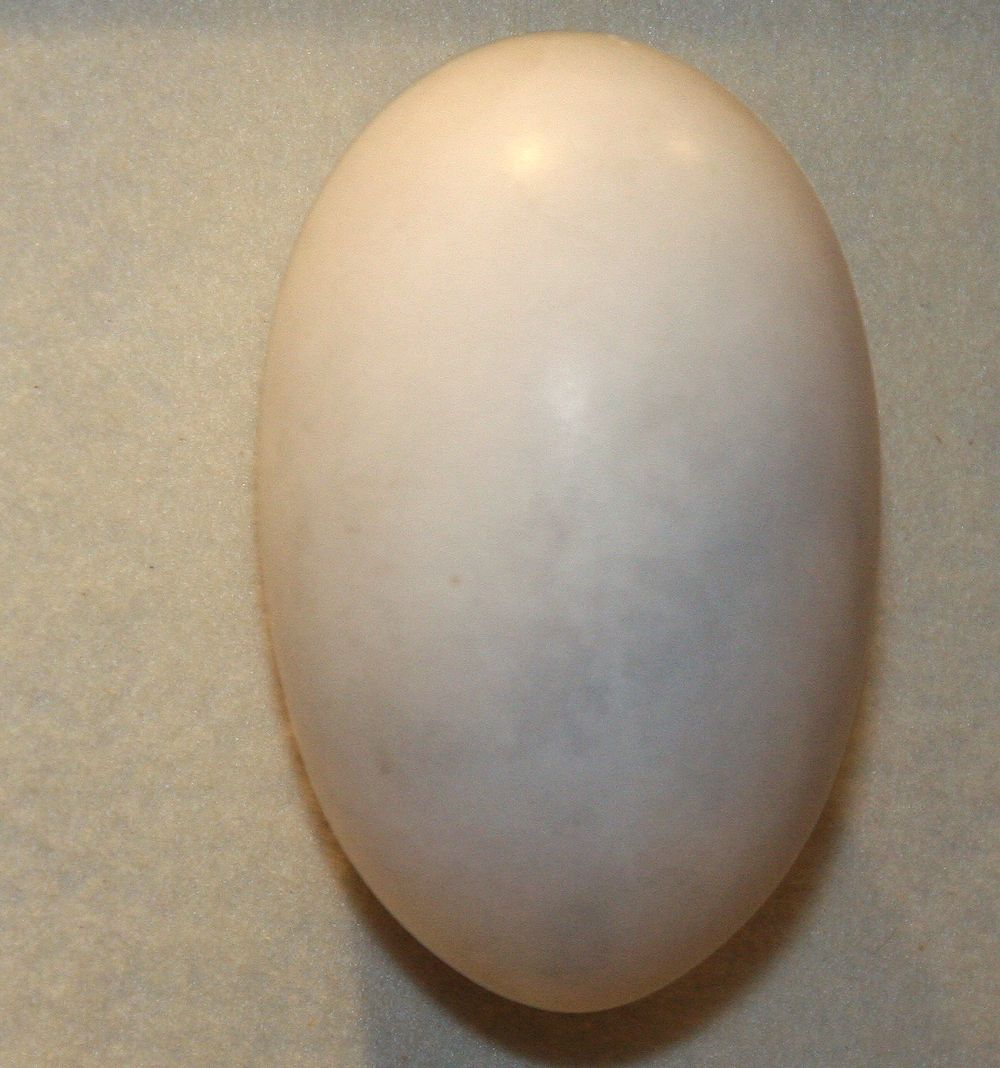
Vejce kiviho jižního

K zahnízdění může dojít po celý rok, avšak nejčastěji kladení vajec nastává mezi červencem a prosincem. Hnízdí v norách, pod spadlými kmeny stromů nebo pod hustou vegetací. Samice pouze jednou ročně klade jemně nazelenalé vejce, výjimečně může zahnízdit i dvakrát, nikdy však neklade 2 vejce najednou a minimální interval mezi nakladením druhého vejce jsou 4 týdny. Vejce je vzhledem k velikosti samice abnormálně velké. Dosahuje rozměrů 131×81 mm a váhy 480 g. Inkubaci sdílejí oba partneři po dobu 75–80 dní. Ptáčata se rodí plně opeřená a zůstávají v hnízdě po dobu kolem jednoho týdne, než začnou vycházet za potravou. Kiviové jižní z Fiordlandu a Stewartova ostrova zůstávají několik let na teritoriu rodičů, kde zakládají rodinné klany, které spolu shání potravu a potomci pomáhají rodičům s inkubací. Kiviové z Haastova pohoří se plně osamostatňují ve věku kolem 10–60 dní. Může se dožít i 50 let. Míra přežití dospělců v oblastech bez lasicovitých šelem a psů je extrémně vysoká.

### Potrava
Kivi jižní se živí hlavně žížalami a bezobratlými živočichy. Konkrétně má v oblibě larvy brouků, cikád a můr. Z dospělého hmyzu pojídá mj. pavouky, cvrčky, wety a stonožky. Hmyz vyhledává především v noci za pomoci svého vynikajícího čichu. Kiviové jsou totiž jediní ptáci na světě s nosními dírkami na konci zobáku. Vedle zmíněných bezobratlých občas sezobne i ovoce nebo listy. Kivi jižní se krmí tak, že prochází buší za neustálého poklepávání tlejícího dřeva a lesní podestýlky svým zobákem, kterým propichuje tyto měkké substráty, ze kterých vytahuje kořist. Pokud se mu nedaří kořist vytáhnout, může si kolem ní vyhrabat malý důlek o hloubce kolem 15 cm.

## Ohrožení

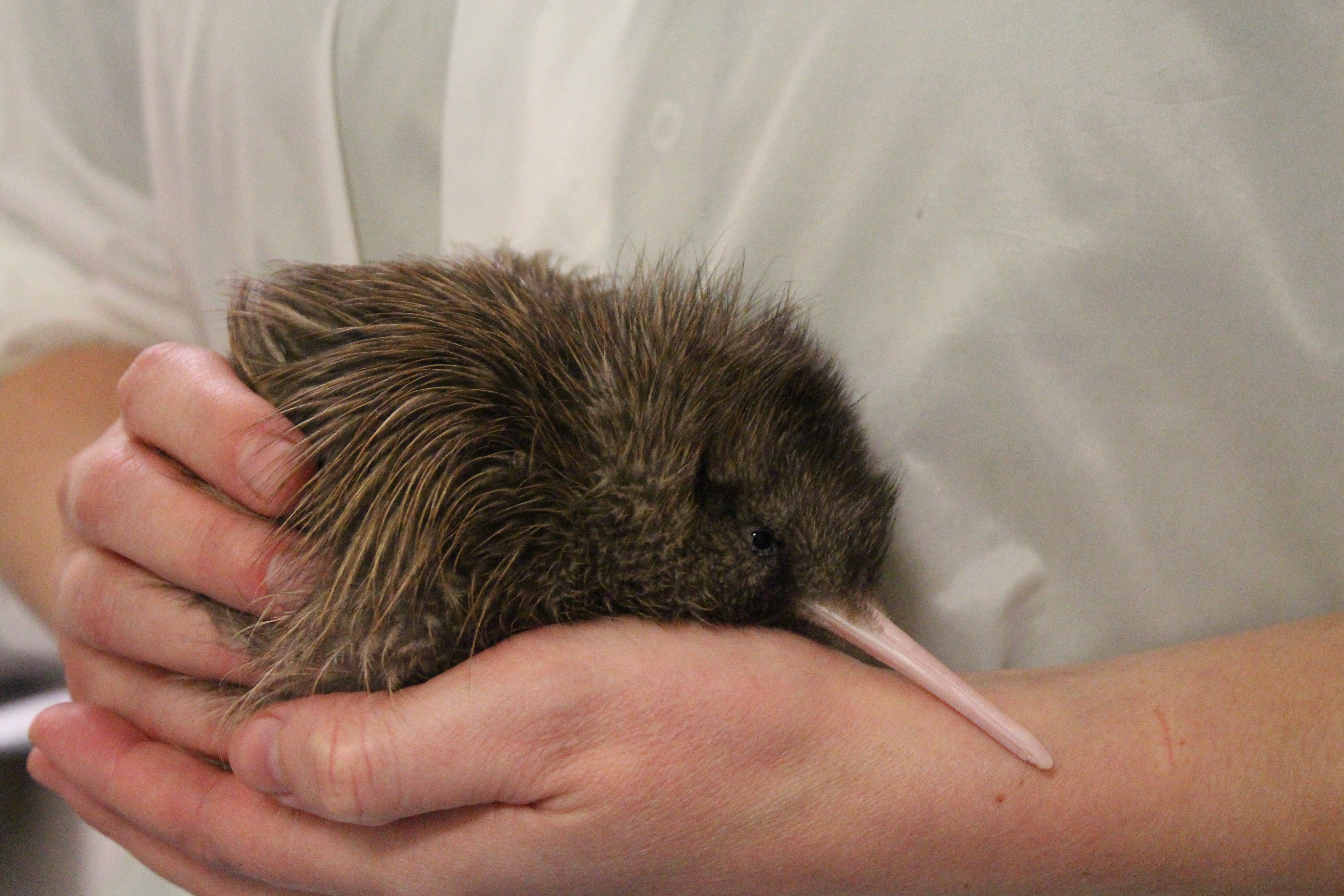
Nedospělý jedinec z Haastova pohoří

Ještě v roce 1996 byla celková populace kiviho jižního odhadována na 29 800 ptáků. V roce 2015 však tento odhad klesl na 21 350. Zcela největší hrozbu druhu dnes představují invazivní predátoři, zejména lasice hranostaj. Hranostaj vedle vajec preduje i na mládětech kiviů do váhy kolem 1 kg. Zdivočelé kočky domácí, kterých je novozélandská buš plná, dokáže usmrtit kivie i do váhy 1,2 kg. Fretka domácí a kusu liščí dokáží zabít ptáčata i dospělce. Na Stewartově ostrově se nenachází lasicovité šelmy a psi jsou pod přísným dohledem, nicméně široce rozšířené zdivočelé kočky vynakládají silný predační tlak na tamější kivie. I přes intenzivní management druhu je jeho celková populace stále na ústupu. Mezinárodní svaz ochrany přírody druh považuje za zranitelný.
Původní rozšíření kiviho jižního sahalo od Stewartova ostrova po jihovýchodní Marlborough (severní část Jižního ostrova). S příchodem Maorů (konec 13. století) však začalo docházet k masivnímu pálení buše, přirozeného habitatu kiviů jižních. Co nevypálili Maorové, to evropští kolonizátoři přeměnili na obhospodařovanou krajinu. Další těžkou ránu pro kivie jižní zasadila účelová (např. v případě hranostajů) i nechtěná (např. krysy) introdukce savců, kteří se rychle přizpůsobili místnímu habitatu a začali na kiviích jižních ve velkém hodovat. K roku 1893 se areál výskytu kivů jižních omezoval na Stewartův ostrov a Fiordland.